# Bugs & Daffy: The Wartime Cartoons
Bugs & Daffy: The Wartime Cartoons (рус. Багз Банни и Даффи Дак: Мультфильмы военного времени) — сборник из одиннадцати мультфильмов 1943—45 годов, выпущенный в 1989 году. Все мультфильмы входят в состав сериалов Looney Tunes и Merrie Melodies, их объединяют два главных героя, Багз Банни и Даффи Дак, и основная тема: Вторая мировая война.

## Содержание
1. The Fifth-Column Mouse (англ.) — 1943[2]
2. Super-Rabbit (англ.) — 1943[3]
3. Falling Hare — 1943[3]
4. Daffy – The Commando (англ.) — 1943[2]
5. Little Red Riding Rabbit (англ.) — 1944[4]
6. The Weakly Reporter (англ.) — 1944[2]
7. Swooner Crooner (англ.) — 1944[3]
8. Russian Rhapsody — 1944[2]
9. Plane Daffy (англ.) — 1944[5]
10. Herr Meets Hare — 1945[2]
11. Draftee Daffy (англ.) — 1945[3]

## Роли озвучивали
- Мел Бланк — Багз Банни, Даффи Дак, Адольф Гитлер, Порки Пиг и многие другие персонажи
- Билли Блетчер (англ. Billy Bletcher) — Волк
- Би Бенадерет — Красная Шапочка, другие персонажи (в титрах не указана)
- Роберт Брюс (англ. Robert C. Bruce) — диктор на радио (в титрах не указан)
- Ричард Гайдн (англ. Richard Haydn) — профессор Канафрацц (в титрах не указан)
- Тедд Пирс (англ. Tedd Pierce) — лётчик (в титрах не указан)
- Ричард Бикенбах (в титрах не указан)
- Леонард Малтин — камео. Журналист англ. Entertainment Tonight, вкратце рассказывает о каждом мультфильме.